# BAe P.1214-3
P.1214-3
P.1214-3とP.1216の平面シルエット
- 用途：戦闘機
- 分類：短距離離陸垂直着陸機
- 製造者：ブリティッシュ・エアロスペース（BAe）
- 運用状況：計画中止

BAe P.1214-3は、1970年代から1980年代にかけてイギリスで計画されていた短距離離陸垂直着陸（STOVL）戦闘機。

## 経緯
1970年代中盤、ハリアー系列に続く超音速STOVL機の開発というイギリス国防省の研究目標に従い、ブリティッシュ・エアロスペース（BAe）社とロールス・ロイス社は共同で超音速STOVL機の研究を行っていた。P.1214-3はその中でBAe社のキングストン部門によって構想された案の一つである。
研究が進むにつれて、後述のような奇抜な機体形状にメリットがないことが判明し、研究の本命は後退翼を持つ比較的常識的な形状のP.1216案に移った。しかし、その後もP.1214-3はその奇抜さからBAe社の「客寄せ」に用いられ、1982年のファーンボロー航空ショーではP.1214-3の概念模型が展示されていた。
なお、P.1216の研究はその後も続けられたが、予算不足から実機の開発計画に進展することはなかった。

## 設計
機体はアフターバーナー（リヒート）使用時に生じる振動と音響圧による機体後部の疲労を防ぐため、2本のブームを持つ一種の双胴機となっている。主翼は研究を目的とした前進翼で、ブームを介して後退角を持つ水平尾翼と繋がり、X字型の翼平面形を構成している。垂直尾翼はブーム上に備えられた双垂直尾翼。
搭載する予定だったエンジンは、ハリアーに用いられたロールス・ロイス ペガサスをベースとした、プリーナム・チェンバー・バーニング（PCB）方式のエンジンだった。これは、バイパス空気を排出する前部エンジンノズルの内部に、燃料噴射・燃焼機構が組み込まれた「ブリーナム・チェンバー」と呼ばれる部位が設けられており、これをアフターバーナーのように働せて加速に用いるというものである。また、後部エンジンノズル（燃焼ガスを排出する）はハリアーでは2基備えられていたが、P.1214-3ではアフターバーナーを取り付けるために1基に減らされている。

## 諸元（計画値）
- 全長：15.0 m
- 全幅：9.8 m
- 全高：4.8 m
- エンジン：ロールス・ロイス PCB 3ノズル式ターボファン × 1
- 最大速度：超音速（予定）
- 武装：
27mm機関砲 × 2
AIM-120 AMRAAM（ブーム下パイロン）
AIM-132 ASRAAM × 2（主翼端）
各種爆弾（ブーム下パイロン）
- 乗員：1名